# Gianmarco Garofoli
Gianmarco Garofoli (Ancona, 6 oktober 2002) is een Italiaans wegwielrenner die anno 2025 rijdt voor Soudal Quick-Step. 

## Palmares
2019
 Italiaans kampioen, Junioren
Trofeo Buffoni
2020
 Italiaans kampioenschap tijdrijden, Junioren
2021
2e etappe Ronde van de Aostavallei
 Jongerenklassement Ronde van de Aostavallei

### Resultaten in voornaamste wedstrijden
| Jaar | Ronde van Italië | Ronde van Frankrijk | Ronde van Spanje |
| ---- | ---------------- | ------------------- | ---------------- |
| 2023 |                  |                     |                  |
| 2024 |                  |                     | 48e              |
| 2025 | 31e              |                     |                  |

| Jaar | Ronde van Lombardije | Strade Bianche |
| ---- | -------------------- | -------------- |
| 2023 | 99e                  |                |
| 2024 | 41e                  | 33e            |
| 2025 |                      | 45e            |

### Resultaten in kleinere rondes
| Jaar | UAE Tour | Tirreno-Adriatico | Ronde van Romandië | Critérium du Dauphiné | Ronde van Polen |
| ---- | -------- | ----------------- | ------------------ | --------------------- | --------------- |
| 2023 |          |                   | 66e                | 78e                   | opgave          |
| 2024 | 35e      | 33e               |                    |                       |                 |

## Ploegen
- 2021 –  Development Team DSM
- 2022 –  Astana Qazaqstan Development Team
- 2023 –  Astana Qazaqstan Team
- 2024 –  Astana Qazaqstan
- 2025 –  Soudal Quick-Step

Basso · Battistella · Boaro · Bol · Broesenski · Cavendish · Chzhan · de la Cruz · Dombrowski · Fjodorov · Felline · Garofoli · Gïdïç · Groezdev · Laas · Loetsenko · Martinelli · Moscon · Natarov · Nibali · Nurlykhassym · Pronskïÿ · Raboesjenka · Romo · Sánchez · Scaroni · Syritsa · Tejada · Velasco · Zejts
Ballerini · Battistella · Bettiol (vanf 15/8) · Bol · Brusenskii · Cavendish · Charmig · Fjodorov · Fortunato · Garofoli · Gazzoli · Giditş · Groezdev · Kanter · Koezmin · López · Loetsenko · Maroechin · Mulubrhan · Mørkøv · Pronskii · Scaroni · Schelling · Selig · Syritsa · Tejada · Tsjzjan · Umba · Velasco · Vinokoerov · Goyo (stagiair) · Smirnov (stagiair) · Trezise (stagiair)